# Władysław Warna
Władysław Warna (bułg. Владислав Варна) – bułgarski klub piłkarski z Warny, działający w latach 1916–1945.

## Historia
Chronologia nazw:
- 03.04.1916: STD Napred Warna (bułg. СТД (Спортно-туристическо дружество) "Напред" (Варна))
- 26.11.1919: SK Ticza - oddział SK Granit Warna (bułg. СК Тича – клон СК Гранит (Варна))
- 01.05.1921: Władysław Warna (bułg. СК "Владислав" (Варна))
- 18.02.1945: klub rozwiązano – po fuzji z SK Ticza

Klub został założony 3 kwietnia 1916 roku jako Towarzystwo Sportowo-Turystyczne "Naprzód" (bułg. Napred) przez grupę młodych ludzi. Jednak przez kolejne trzy lata klub nie uzyskał oficjalnej rejestracji. Jej statutu nie uchwalono ze względu na zbieżność nazw z inną już zarejestrowaną w mieście firmą. Z tego powodu zarząd podjął decyzję o zarejestrowaniu klubu jako członka zbiorowego klubu SK Ticza. Klub został oficjalnie zarejestrowany jako SK Ticza - oddział SK Granit pod nr 1485 od 26 listopada 1919. 
Na dorocznym zebraniu sprawozdawczym klubu SK Ticza w kwietniu 1921 roku powstał spór o podział finansów. W rezultacie nastąpił podział klubu. Część członków odeszła od klubu (w tym oddział SK Granit) i 1 maja 1921 utworzyła nowy klub o nazwie Władysław Warna na cześć polskiego króla Władysława III Warneńczyka, który zginął w 1444 roku przed warneńską twierdzą w bitwie z armią osmańską. Czterolistna koniczyna została zaakceptowana jako godło klubu.
Władysław był pierwszym zdobywcą tytułu mistrza Bułgarii. Wynik z 1925 roku powtórzył jeszcze dwukrotnie, w 1926 i 1934 roku.
18 lutego 1945 roku klub przestał istnieć samodzielnie po połączeniu się z lokalnym rywalem, zwycięzcą rozgrywek ligowych z 1938 roku Ticzą Warna tworząc nowy klub pod nazwą Ticza-Władysław Warna i tym samym zniknął z piłkarskiej mapy Bułgarii.

## Galeria

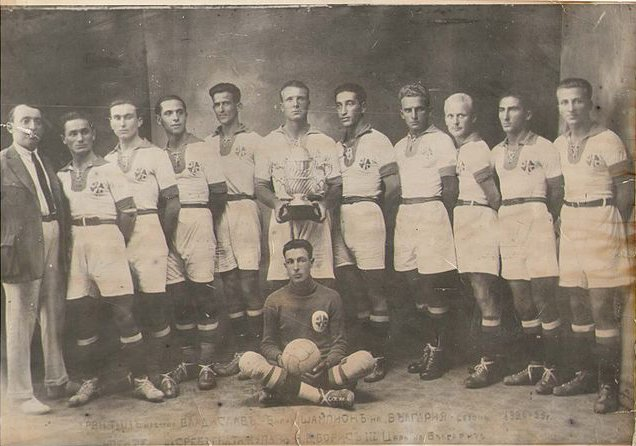
Mistrzowski skład z 1925